# د سیلوس (مونتانا)
د سیلوس (به انگلیسی: The Silos) یک منطقهٔ مسکونی در ایالات متحده آمریکا است که در شهرستان برودواتر، مونتانا واقع شده‌است. د سیلوس ۱۳٫۳ کیلومتر مربع مساحت و ۵۰۶ نفر جمعیت دارد و ۱٬۱۷۳٫۴۹ متر بالاتر از سطح دریا واقع شده‌است.